# Stictopisthus carinatus (Kanhekar & Nikam)
Stictopisthus carinatus is een insect dat behoort tot de orde vliesvleugeligen (Hymenoptera) en de familie van de gewone sluipwespen (Ichneumonidae). De wetenschappelijke naam van de soort werd voor het eerst geldig gepubliceerd door Kanhekar & Nikam in 1988.